# Luigi Pisani
Luigi Pisani (ur. 1522 w Wenecji, zm. 3 czerwca 1570 tamże) – włoski duchowny katolicki, kardynał, biskup Padwy, syn ambasadora Wenecji we Francji Giovanniego Pisaniego, bratanek kardynała Francesco Pisaniego i siostrzeniec doży Wenecji Andrei Grittiego.
W 1555 został wybrany biskupem Padwy, którym pozostał już do śmierci. W latach 1562–1563 uczestniczył w obradach Soboru Trydenckiego.
12 marca 1565 Pius IV wyniósł go do godności kardynalskiej. Wziął udział w konklawe wybierającym Piusa V.